# Спрежение в българския език
Спрежението представлява специфичното изменение на глаголите по лице и число в различните времена. В българския език има три спрежения.
Спрежения на глаголите в българския език 
| Спрежение     | Определение                                | Примери                      |
| ------------- | ------------------------------------------ | ---------------------------- |
| I спрежение   | В 3 л. ед.ч. сег.вр. завършват на е.       | плете, пере, пее             |
| II спрежение  | В 3 л. ед.ч. сег.вр. завършват на и.       | глади, свири, говори         |
| III спрежение | В 3 л. ед.ч. сег.вр. завършват на а или я. | тича, скача; пренася, стреля |

Спомагателният глагол съм не спада към никое от трите спрежения.